# Olympische Geschichte Boliviens
| Gelbes Symbol für Goldmedaillen mit stilisierten Olympischen Ringen | Graues Symbol für Silbermedaillen mit stilisierten Olympischen Ringen | Braundes Symbol für Bronzemedaillen mit stilisierten Olympischen Ringen |
| ------------------------------------------------------------------- | --------------------------------------------------------------------- | ----------------------------------------------------------------------- |
| —                                                                   | —                                                                     | —                                                                       |

Bolivien, dessen NOK, das Comité Olímpico Boliviano, 1932 gegründet wurde, schickte erstmals 1936 Sportler zu den Olympischen Sommerspielen. Von 1948 bis 1960 wurden keine Sportler entsandt. Seit 1964 nimmt Bolivien jedoch an allen Sommerspielen (mit Ausnahme der boykottierten Spiele von Moskau 1980) teil, jedoch ohne eine Medaille gewonnen zu haben. 1956 sowie von 1980 bis 1992 nahmen bolivianische Athleten auch an Winterspielen teil, auch hier ohne Medaillengewinn. Bolivien ist damit die einzige südamerikanische Nation, die bislang ohne Medaillengewinn ist.

## Übersicht

### Sommerspiele
Bolivien nahm erstmals 1936 in Berlin an Olympischen Spielen teil. Das bolivianische NOK entsandte einen Athleten, den Schwimmer Alberto Conrad, nach Berlin. Bei den folgenden vier Austragungen Olympischer Sommerspiele nahm kein bolivianischer Sportler teil. Erst 1964 in Tokio trat eine bolivianische Olympiamannschaft an. Auch diesmal bestand die Delegation aus einem Athleten, diesmal einem Kanuten. 1968 in Mexiko-Stadt kamen Reiter und Sportschützen hinzu, 1972 Leichtathleten und 1976 Radrennfahrer. Bolivien folgte dem Boykottaufruf der USA und blieb den Spielen von Moskau 1980 fern.
Boxer, Fechter, Judoka und Ringer aus Bolivien nahmen erstmals 1984 in Los Angeles teil. Am 5. August 1984 ging mit der Marathonläuferin Nelly Chávez die erste Frau aus Bolivien bei Olympischen Spielen an den Start. 1988 in Seoul trat erstmals ein bolivianischer Gewichtheber an, 1996 in Atlanta ein Wasserspringer, 2000 in Sydney ein Tennisspieler, 2004 in Athen eine Turnerin.

### Winterspiele
Das Debüt bei Olympischen Winterspielen erfolgte 1956 in Cortina d’Ampezzo mit einem alpinen Skirennfahrer. Erster Winter-Olympionike war René Farwig. 1980, 1984, 1988 und 1992 reisten wieder bolivianische Athleten zu Winterspielen, alle ausnahmslos alpine Skirennfahrer. Das beste Ergebnis lieferte 1984 Scott Sánchez mit Platz 34 im Riesenslalom. 2018 nahm erstmals ein Skilangläufer teil.

## Übersicht der Teilnehmer

### Sommerspiele
| Jahr      | Athleten           | Athleten           | Athleten           | Flaggenträger                      | Sportarten         | Sportarten         | Sportarten         | Sportarten         | Sportarten         | Sportarten         | Sportarten         | Sportarten         | Sportarten         | Sportarten         | Sportarten         | Sportarten         | Sportarten         | Sportarten         | Medaillen          | Medaillen          | Medaillen          | Medaillen          | Rang               |
| Jahr      | Gesamt             | Männer             | Frauen             | Flaggenträger                      | Schwimmen          | Kanusport          | Reitsport          | Schießen           | Leichtathletik     | Radsport           | Boxen              | Fechten            | Judo               | Ringen             | Gewichtheben       | Wasserspringen     | Tennis             | Turnen             |                    |                    |                    | Total              | Rang               |
| --------- | ------------------ | ------------------ | ------------------ | ---------------------------------- | ------------------ | ------------------ | ------------------ | ------------------ | ------------------ | ------------------ | ------------------ | ------------------ | ------------------ | ------------------ | ------------------ | ------------------ | ------------------ | ------------------ | ------------------ | ------------------ | ------------------ | ------------------ | ------------------ |
| 1896–1928 | nicht teilgenommen | nicht teilgenommen | nicht teilgenommen | nicht teilgenommen                 | nicht teilgenommen | nicht teilgenommen | nicht teilgenommen | nicht teilgenommen | nicht teilgenommen | nicht teilgenommen | nicht teilgenommen | nicht teilgenommen | nicht teilgenommen | nicht teilgenommen | nicht teilgenommen | nicht teilgenommen | nicht teilgenommen | nicht teilgenommen | nicht teilgenommen | nicht teilgenommen | nicht teilgenommen | nicht teilgenommen | nicht teilgenommen |
| 1936      | 1                  | 1                  | 0                  | Alberto Conrad                     | 1                  |                    |                    |                    |                    |                    |                    |                    |                    |                    |                    |                    |                    |                    |                    |                    |                    |                    |                    |
| 1948–1960 | nicht teilgenommen | nicht teilgenommen | nicht teilgenommen | nicht teilgenommen                 | nicht teilgenommen | nicht teilgenommen | nicht teilgenommen | nicht teilgenommen | nicht teilgenommen | nicht teilgenommen | nicht teilgenommen | nicht teilgenommen | nicht teilgenommen | nicht teilgenommen | nicht teilgenommen | nicht teilgenommen | nicht teilgenommen | nicht teilgenommen | nicht teilgenommen | nicht teilgenommen | nicht teilgenommen | nicht teilgenommen | nicht teilgenommen |
| 1964      | 1                  | 1                  | 0                  |                                    |                    | 1                  |                    |                    |                    |                    |                    |                    |                    |                    |                    |                    |                    |                    |                    |                    |                    |                    |                    |
| 1968      | 4                  | 4                  | 0                  |                                    |                    | 1                  | 1                  | 2                  |                    |                    |                    |                    |                    |                    |                    |                    |                    |                    |                    |                    |                    |                    |                    |
| 1972      | 11                 | 11                 | 0                  | Roberto Nielsen-Reyes              |                    |                    | 1                  | 6                  | 4                  |                    |                    |                    |                    |                    |                    |                    |                    |                    |                    |                    |                    |                    |                    |
| 1976      | 4                  | 4                  | 0                  |                                    |                    |                    | 1                  | 1                  | 1                  | 1                  |                    |                    |                    |                    |                    |                    |                    |                    |                    |                    |                    |                    |                    |
| 1980      | nicht teilgenommen | nicht teilgenommen | nicht teilgenommen | nicht teilgenommen                 | nicht teilgenommen | nicht teilgenommen | nicht teilgenommen | nicht teilgenommen | nicht teilgenommen | nicht teilgenommen | nicht teilgenommen | nicht teilgenommen | nicht teilgenommen | nicht teilgenommen | nicht teilgenommen | nicht teilgenommen | nicht teilgenommen | nicht teilgenommen | nicht teilgenommen | nicht teilgenommen | nicht teilgenommen | nicht teilgenommen | nicht teilgenommen |
| 1984      | 11                 | 10                 | 1                  | Saul Mendoza                       |                    |                    |                    | 4                  | 3                  |                    | 1                  | 1                  | 1                  | 1                  |                    |                    |                    |                    |                    |                    |                    |                    |                    |
| 1988      | 7                  | 6                  | 1                  | Katerine Moreno                    | 1                  |                    |                    |                    | 2                  | 1                  |                    | 1                  | 1                  |                    | 1                  |                    |                    |                    |                    |                    |                    |                    |                    |
| 1992      | 13                 | 8                  | 5                  |                                    | 2                  |                    |                    | 1                  | 6                  | 1                  |                    |                    | 2                  |                    | 1                  |                    |                    |                    |                    |                    |                    |                    |                    |
| 1996      | 8                  | 6                  | 2                  | Policarpio Calizaya                | 2                  |                    |                    |                    | 3                  | 1                  |                    | 1                  |                    |                    |                    | 1                  |                    |                    |                    |                    |                    |                    |                    |
| 2000      | 5                  | 3                  | 2                  | Marco Condori                      | 2                  |                    |                    |                    | 2                  |                    |                    |                    |                    |                    |                    |                    | 1                  |                    |                    |                    |                    |                    |                    |
| 2004      | 7                  | 4                  | 3                  | Geovanna Irusta                    | 2                  |                    |                    | 1                  | 2                  |                    |                    |                    | 1                  |                    |                    |                    |                    | 1                  |                    |                    |                    |                    |                    |
| 2008      | 7                  | 4                  | 3                  | César Menacho                      | 2                  |                    |                    | 1                  | 2                  | 1                  |                    |                    |                    |                    | 1                  |                    |                    |                    |                    |                    |                    |                    |                    |
| 2012      | 5                  | 3                  | 2                  | Karen Guzman                       | 2                  |                    |                    | 1                  | 2                  |                    |                    |                    |                    |                    |                    |                    |                    |                    |                    |                    |                    |                    |                    |
| 2016      | 12                 | 6                  | 6                  | Ángela Castro                      | 2                  |                    |                    | 2                  | 6                  | 1                  |                    |                    | 1                  |                    |                    |                    |                    |                    |                    |                    |                    |                    |                    |
| 2020      | 5                  | 3                  | 2                  | Karen Torrez & Gabriel Castillo    | 2                  |                    |                    |                    | 2                  |                    |                    |                    |                    |                    |                    |                    | 1                  |                    |                    |                    |                    |                    |                    |
| 2024      | 4                  | 2                  | 2                  | María José Ribera & Héctor Garibay | 2                  |                    |                    |                    | 2                  |                    |                    |                    |                    |                    |                    |                    |                    |                    |                    |                    |                    |                    |                    |
| Gesamt    | Gesamt             | Gesamt             | Gesamt             | Gesamt                             | Gesamt             | Gesamt             | Gesamt             | Gesamt             | Gesamt             | Gesamt             | Gesamt             | Gesamt             | Gesamt             | Gesamt             | Gesamt             | Gesamt             | Gesamt             | Gesamt             | 0                  | 0                  | 0                  | 0                  | -                  |

### Winterspiele
| Jahr      | Athleten           | Athleten           | Athleten           | Flaggenträger                | Sportarten         | Sportarten         | Medaillen          | Medaillen          | Medaillen          | Medaillen          | Medaillen          |
| Jahr      | Gesamt             | Männer             | Frauen             | Flaggenträger                | Ski Alpin          | Skilanglauf        |                    |                    |                    | Gesamt             | Rang               |
| --------- | ------------------ | ------------------ | ------------------ | ---------------------------- | ------------------ | ------------------ | ------------------ | ------------------ | ------------------ | ------------------ | ------------------ |
| 1924–1952 | nicht teilgenommen | nicht teilgenommen | nicht teilgenommen | nicht teilgenommen           | nicht teilgenommen | nicht teilgenommen | nicht teilgenommen | nicht teilgenommen | nicht teilgenommen | nicht teilgenommen | nicht teilgenommen |
| 1956      | 1                  | 1                  | 0                  | René Farwig                  | 1                  |                    |                    |                    |                    |                    |                    |
| 1960–1976 | nicht teilgenommen | nicht teilgenommen | nicht teilgenommen | nicht teilgenommen           | nicht teilgenommen | nicht teilgenommen | nicht teilgenommen | nicht teilgenommen | nicht teilgenommen | nicht teilgenommen | nicht teilgenommen |
| 1980      | 3                  | 3                  | 0                  | Billy Farwig                 | 3                  |                    |                    |                    |                    |                    |                    |
| 1984      | 3                  | 3                  | 0                  |                              | 3                  |                    |                    |                    |                    |                    |                    |
| 1988      | 6                  | 6                  | 0                  | Guillermo Ávila              | 6                  |                    |                    |                    |                    |                    |                    |
| 1992      | 5                  | 5                  | 0                  | Guillermo Ávila              | 5                  |                    |                    |                    |                    |                    |                    |
| 1994–2014 | nicht teilgenommen | nicht teilgenommen | nicht teilgenommen | nicht teilgenommen           | nicht teilgenommen | nicht teilgenommen | nicht teilgenommen | nicht teilgenommen | nicht teilgenommen | nicht teilgenommen | nicht teilgenommen |
| 2018      | 2                  | 2                  | 0                  | Simon Breitfuss Kammerlander | 1                  | 1                  |                    |                    |                    |                    |                    |
| 2022      | 2                  | 2                  | 0                  | Simon Breitfuss Kammerlander | 1                  | 1                  |                    |                    |                    |                    |                    |
| Gesamt    | Gesamt             | Gesamt             | Gesamt             | Gesamt                       | Gesamt             | Gesamt             | 0                  | 0                  | 0                  | 0                  | –                  |

## Medaillengewinner

### Goldmedaillen
Bislang (Stand 2024) keine Medaillengewinner

### Silbermedaillen
Bislang (Stand 2024) keine Medaillengewinner

### Bronzemedaillen
Bislang (Stand 2024) keine Medaillengewinner